# Neotropska regija
Neotropsko kraljestvo je eno od osmih biogeografskih kraljestev, ki tvorijo Zemljino kopensko površino. Fizično vključuje tropske kopenske ekoregije Amerik in celotno južnoameriško zmerno območje.

## Opredelitev
V biogeografiji je Neotropik ali Neotropsko kraljestvo eno od osmih kopenskih kraljestev oziroma Biogeografskih regij. To kraljestvo vključuje Južno Ameriko, Srednjo Ameriko, Karibske otoke in južno Severno Ameriko. V Mehiki so neotropski polotok Jukatan in južno nižavje ter večina vzhodne in zahodne obale, vključno z južnim robom Kalifornijskega polotoka (Baja California). V Združenih državah se južna Florida in obalna osrednja Florida štejeta za neotropsko.
Območje vključuje tudi zmerno južno Južno Ameriko. Nasprotno pa neotropsko floristično kraljestvo izključuje najjužnejšo Južno Ameriko, ki je namesto tega uvrščena v antarktično kraljestvo.
Neotropik je omejen s podobnostmi v favni ali flori. Njegova favna in flora se razlikujeta od nearktičnega kraljestva (ki vključuje večino Severne Amerike) zaradi dolge ločitve obeh celin. Nastanek Panamske ožine je združil obe celini pred dvema do tremi milijoni let, kar je povzročilo Veliko ameriško biotsko izmenjavo, pomemben biogeografski dogodek.
Neotropsko območje vključuje več tropskih deževnih gozdov (ekoregiji Listavci tropskih in subtropskih suhih gozdov, Listavci tropskih in subtropskih vlažnih gozdov) kot katera koli druga kraljestva, ki se raztezajo od južne Mehike prek Srednje Amerike in severne Južne Amerike do južne Brazilije, vključno z ogromnim Amazonskim deževnim gozdom. Te ekoregije deževnega gozda so eno najpomembnejših rezervatov biotske raznovrstnosti na Zemlji. Ti deževni gozdovi so tudi dom različnim vrstam domorodnih ljudstev, ki v različni meri vztrajajo pri svojih avtonomnih in tradicionalnih kulturah ter se preživljajo v tem okolju. Število teh ljudstev, ki so še razmeroma nedotaknjena od zunanjih vplivov, pa še naprej znatno upada, skupaj s skoraj eksponentnim širjenjem urbanizacije, cest, pašništva in gozdne industrije, ki posegajo v njihova običajna zemljišča in okolje. Kljub temu sredi teh vse slabših okoliščin ta ogromen 'rezervoar' človeške raznolikosti še naprej preživi, čeprav je zelo izčrpan. Samo v Južni Ameriki še vedno živi približno 350–400 avtohtonih jezikov in narečij (zmanjšanje od ocenjenih 1500 v času prvega evropskega stika), v približno 37 različnih jezikovnih družinah in nadaljnjem številu nerazvrščenih in izoliranih jezikov. Mnogi od teh jezikov in njihovih kultur so prav tako ogroženi. V skladu s tem je ohranjanje v neotropskem kraljestvu vroča politična skrb in sproža številne argumente o razvoju v primerjavi z avtohtonimi v primerjavi z ekološkimi pravicami in dostopom do naravnih virov ali lastništvom nad njimi.

## Glavne ekološke regije
Svetovni sklad za naravo (WWF) razdeli območje na bioregije, opredeljene kot »geografske skupine ekoregij, ki lahko obsegajo več habitatnih tipov, vendar imajo močno biogeografsko sorodnost, zlasti na taksonomskih ravneh, višjih od ravni vrste (rod, družina).«
Lovorjev gozd in drugi oblačni gozdovi so subtropski in blagi zmerni gozdovi, ki jih najdemo na območjih z visoko vlažnostjo ter razmeroma stabilnimi in blagimi temperaturami. Tropski deževni gozd, tropski in subtropski vlažni širokolistni gozdovi so poudarjeni v južni Severni Ameriki, Amazoniji, Karibih, Srednji Ameriki, severnih Andih in osrednjih Andih.

### Amazonija
Bioregijo Amazonije večinoma pokrivajo tropski vlažni širokolistni gozdovi, vključno z ogromnim amazonskim pragozdom, ki se razteza od Andov do Atlantskega oceana, in nižinskimi gozdovi Gvajane. Bioregija vključuje tudi ekoregijo tropska in subtropska travišča, savana in makija.

### Karibi
Karibska bioregija, kot jo opisuje Svetovni sklad za naravo, vključuje Velike Antile (Kuba, Hispaniola, Portoriko in Jamajka), Male Antile, Lukajsko otočje (Bahami ter otoki Turks in Caicos), južno Florido v Združenih državah Amerike in Aruba, Bonaire in Curaçao. Arhipelag Lucayan leži severno od Karibov v Atlantskem oceanu, vendar je del bioregije, ki temelji na njegovi flori in favni. Bioregija ne vključuje Trinidada in Tobaga; ti otoki ležijo na epikontinentalnem pasu Južne Amerike in so bili skozi zgodovino del južnoameriške celine. Trinidad in Tobago sta del bioregije Orinoko.

### Srednja Amerika
Bioregija zajema južni del Mehike, celoten Belize, Kostariko, Salvador, Gvatemalo, Honduras in Nikaragvo ter vse, razen najbolj vzhodne Paname.
Bioregija leži v tropih in je dom tropskih vlažnih širokolistnih gozdov, tropskih suhih širokolistnih gozdov in tropskih iglastih gozdov. V višjih gorah so montanski gozdovi, travišča in grmišča s hladnim podnebjem.

### Centralni Andi
Osrednji Andi ležijo med Guayaquilskim in Penaškim zalivom in tako obsegajo južni Ekvador, Čile, Peru, zahodno Bolivijo ter severozahodno in zahodno Argentino.

### Vzhodna Južna Amerika
Vzhodna Južna Amerika vključuje grmičevje Caatinga xeric v severovzhodni Braziliji, široka travišča in savane Cerrado na Brazilskem višavju ter travišča Pantanal in Gran Chaco. Raznolike atlantske gozdove vzhodne Brazilije ločujeta Caatinga in Cerrado od gozdov Amazonije in so dom posebne flore in favne.

### Severni Andi
Severno od Guayaquilskega zaliva v Ekvadorju in Kolumbiji se je razvila vrsta naraslih oceanskih teranov (diskretnih alohtonih fragmentov), ki sestavljajo gorovje Baudo ali obalno gorovje in zahodne Kordiljere.

### Orinoko
Orinoko je območje vlažnih gozdnatih širokolistnih gozdov in mokrišč, ki obsega predvsem povodje reke Orinoko in druga sosednja nižinska gozdnata območja. Ta regija vključuje večino Venezuele in dele Kolumbije ter Trinidad in Tobago.

### Južna Južna Amerika
Zmerne gozdne ekoregije jugozahodne Južne Amerike, vključno z zmernimi deževnimi gozdovi Valdivijskih zmernih deževnih gozdov in Magellanovih subpolarnih gozdov, ter otoki Juan Fernández in otoki Desventuradas, so zatočišče za starodavno antarktično floro, ki vključuje drevesa, kot je južno bukev (Nothofagus dombeyi), Podocarpaceae, alerce (Fitzroya cupressoides) in iglavci Araucaria  (Araucaria araucana), kot je čilska aravkarija (Araucaria araucana). Ti deževni gozdovi so ogroženi zaradi obsežne sečnje in njihove zamenjave s hitro rastočimi tujerodnimi borovci in evkaliptusi.

## Zgodovina
Južna Amerika je bila prvotno del superkontinenta Gondvane, ki je vključevala Afriko, Avstralijo, Indijo, Novo Zelandijo in Antarktiko, in Neotropik si s temi drugimi celinami deli številne rastlinske in živalske linije, vključno z vrečarji in antarktično floro.
Po dokončnem razpadu Gondvane pred približno 110 milijoni let je bila Južna Amerika ločena od Afrike in se je premikala proti severu in zahodu. Pred 66 milijoni let je izumrtje v obdobju krede–paleogena spremenilo lokalno floro in favno. Veliko kasneje, pred približno dvema do tremi milijoni let, se je Južna Amerika pridružila Severni Ameriki z oblikovanjem Panamske ožine, ki je omogočila biotsko izmenjavo med celinama, Veliko ameriško biotsko izmenjavo. Južnoameriške vrste, kot so predniki virginijskega oposuma (Didelphis virginiana) in pasavca, so se preselile v Severno Ameriko, severnoameriške vrste, kot so predniki južnoameriških kamel, vključno z lamo (Lama glama), pa so se preselile na jug. Dolgoročni učinek izmenjave je bil izumrtje številnih južnoameriških vrst, večinoma zaradi izločanja severnih vrst.